# 白鹿
白鹿是指白色的鹿，古时当做祥瑞。传说仙人和隐士一些骑白鹿如衛叔卿、魯女生。騎白鹿等同仙人行空之術。西游记里，比丘国国丈是白鹿精，也是南极寿星的坐骑。

## 记载
- 《国语·周语上》：“得四白狼、四白鹿以归。”
- 《史记·孝武本纪》：“其后，天子苑有白鹿，以其皮为币，以发瑞应，造白金焉。”
- 《汉书·郊祀志五》：“已祠，胙馀皆燎之，其牛色白，白鹿居其中。”
- 唐李白《梦游天姥吟留别》：“且放白鹿青崖间。”
- 《宋书·符瑞志中》：“白鹿，王者明惠及下则至。”
- 明沈德符《野获编·禨祥·白鹿》：“嘉靖十二年，河南巡抚吴山献白鹿，为大臣谄媚之始。”